# Мертві не помирають (фільм, 2019)
«Мертві не помирають» (англ. The Dead Don't Die) — американський комедійний фільм жахів 2019 року, поставлений режисером Джимом Джармушем. Стрічку було обрано фільмом відкриття 72-го Каннського міжнародного кінофестивалю, де 14 травня 2019 року відбулася її світова прем'єра. Українська прем'єра фільму відбулася 13 липня 2019 року в програмі «Гала-прем'єри» на 10-му Одеському міжнародному кінофестивалі.

## Сюжет
З сонливим маленьким містечком Сентервіль щось не гаразд. Ніхто не знає чому. В новинах страшне, науковці стурбовані. Нікому так і не вдається передбачити найбільш дивної і небезпечної чуми, яка згодом впаде на Сентервіль: мерці встануть зі своїх могил та по-звірячому нападатимуть і гризтимуть живих. Жителям містечка доведеться боротися за власне виживання.

## У ролях
| • Білл Мюррей        | … | Кліф Робертсон              |
| • Адам Драйвер       | … | Роланд Петерсон             |
| • Тільда Свінтон     | … | шотландка, працівниця моргу |
| • Хлоя Севіньї       | … | Мінерва Моррісон            |
| • Стів Бушемі        | … | фермер Міллер               |
| • Селена Гомес       | … | Зое                         |
| • Калеб Лендрі Джонс | … | Боббі Віггінс               |
| • Денні Ґловер       | … | Генк Томпсон                |
| • Остін Батлер       | … | Джек                        |
| • Розі Перес         | … | Позі Хуарес                 |
| • RZA                | … | Дін                         |
| • Керол Кейн         | … | Меллорі О'Браєн             |
| • Том Вейтс          | … | відлюдник Боб               |
| • Сара Драйвер       | … | зомбі                       |
| • Іггі Поп           | … | зомбі                       |
| • Стерджілл Сімпсон  | … | зомбі                       |

## Знімальна група
- Автор сценарію — Джим Джармуш
- Режисер-постановник — Джим Джармуш
- Продюсери — Джошуа Астрачан, Картер Логан
- Виконавчі продюсери — Марсело Гандола, Фредерик Зандер
- Оператор — Фредерік Елме
- Монтаж — Альфонсо Ґонсалвес
- Художник-постановник — Алекс Ді-Джерландо
- Художник-костюмер — Катрін Джордж
- Художник-декоратор — Кендалл Андерсон
- Артдиректор — Джулія Гейманс
- Підбір акторів — Еллен Льюїс

## Реліз
Світова прем'єра фільму відбудеться 14 травня 2019 року на 72-му Каннському міжнародному кінофестивалі, де він братиме участь в основній конкурсній програмі у змаганні за головний приз — Золоту пальмову гілку. Вихід стрічки в американський прокат заплановано на 14 червня 2019 року дистриб'юторською компанією Focus Features.

## Нагороди та номінації
| Список нагород та номінацій              | Список нагород та номінацій | Список нагород та номінацій | Список нагород та номінацій | Список нагород та номінацій | Список нагород та номінацій |
| Кінофестиваль/Кінопремія                 | Рік                         | Категорія                   | Номінант(и)                 | Результат                   | Дж                          |
| ---------------------------------------- | --------------------------- | --------------------------- | --------------------------- | --------------------------- | --------------------------- |
| 72-й Каннський міжнародний кінофестиваль | 2019                        | Золота пальмова гілка       | Мертві не вмирають          | Номінація                   |                             |